# Тряпичник

Василий Григорьевич Перов. Парижские тряпичники

Тряпичник (костяник, крючочник) — в прошлом (XIX—XX вв.) скупщик тряпья и хлама (бутылок, бумаги, костей, лаптей, верёвки и т. п.).
Тряпичник — одно из первичных звеньев в системе обработки вторсырья в прошлом.
Собранное тряпичниками сырьё сдавалось:
- холщовые тряпки, бумага, лапти, верёвки — для производства бумаги;

- кости — на костеобжигательный завод для производства клея и удобрений;

- шерстяные тряпки — для переработки ткацкими фабриками;

- бутылки и бутылочные пробки после помывки — на водочные заводы;

- и т. д.

Кроме того, тряпичники выступали подчас в роли старьёвщиков, перепродавая городской бедноте часть вырученной одежды. Сбор производился в городах и деревнях.

## Возникновение
С древних времён люди пытались использовать выброшенные вещи по второму кругу. В Индии на протяжении всей её истории роль мусорщика (и тряпичника) выполняли люди, принадлежащие к касте неприкасаемых. В Египте — «заббалины», принадлежащие к сообществу коптов. В средневековой Европе, как правило, тряпичниками становились рабы, городские безработные, переселенцы из деревни, иммигранты без средств к существованию.
Так во Франции в разные эпохи ремесло тряпичника имело своё название: например, в XIII веке — «loquetière» («лоскутник»), далее — «pattier» (от «patte»: «лапа»), затем — «drillier» («сверлильщик» — тот, кто вгрызается в мусорную кучу), и наконец, «chiffonnier» (тряпичник или ветошник: «chiffe» — старое тряпье). В XIX—XX вв. во Франции тряпичников также называли «клюкарями».
Во французской провинции Бретань тряпичники являлись важной составляющей местной экономики, где сбор старых тряпок стал процветать с XVI века. Уже в 1828 году фабрика в Кот-дю-Нор перерабатывала более 450 тонн тряпья, а в Финистере — 232 тонны.
К XIX веку этот род деятельности принял широкий размах в Париже и Нью-Йорке.

## Парижские тряпичники
Во Франции в 1884 году числилось около 50 000 тряпичников, из которых 7050 работало в Париже и 2000 — в его предместьях. Парижский тряпичник зарабатывал 3 франка в сутки, а вся тряпичная отрасль — до 7 млн франков в год.

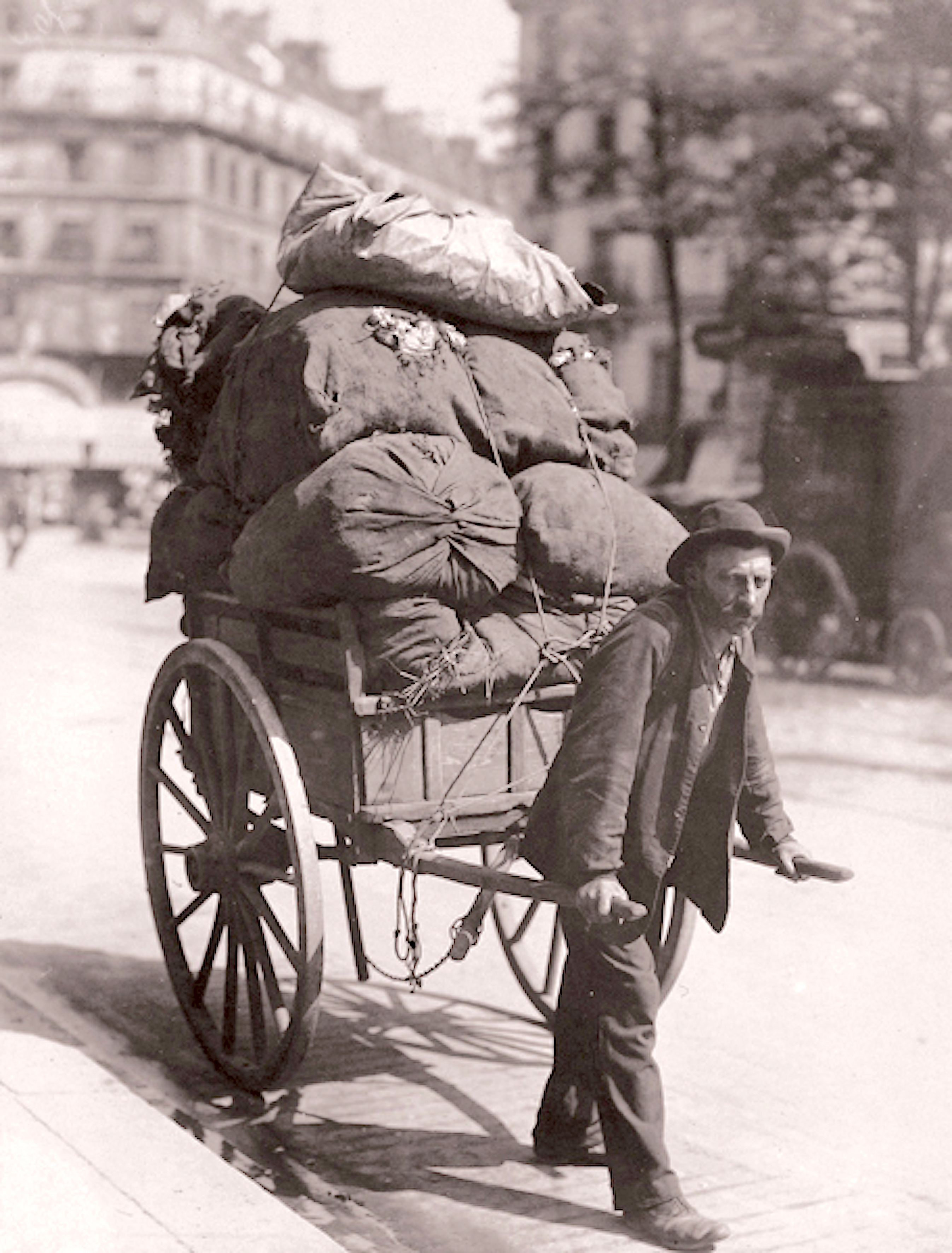
Тряпичник в Париже. 1899 г.

Парижские тряпичники делились на разряды:
- люди, занимавшиеся тряпичным промыслом только в вечернее и ночное время в качестве дополнительного заработка к основному ремеслу (например студенты) — «tiffins», «chineurs»;

- «истинные» тряпичники, зарабатывавшие на хлеб только этим занятием — «rouleurs»;

- тряпичники, допускавшиеся в дома для сбора тряпья прежде, чем оно будет выброшено — «placiers»;

- крупные скупщики сырья у трёх вышеперечисленных разрядов.

Парижские тряпичники жили колониями в предместьях Парижа. В этих «гетто» был очень вредный воздух. Зарабатывали тряпичники мало, испытывали постоянную нужду, влачили нищенское существование. Нередко ремесло переходило по наследству.
В силу своего рода деятельности тряпичники считались «низшей кастой», дном общества. Среди них нередко попадались бандиты и проститутки. Они злоупотребляли алкоголем.

## В Российской империи
Тряпичниками в Российской империи чаще всего становилась городская беднота, деклассированные элементы и крестьяне, ушедшие на промысел в города. По мнению этнографов Эмиля Эггера и Анатолия Бахтиярова, в России было два типа тряпичников:
- тряпичник, который ходил по дворам и приобретал разного рода старьё — его также именовали костяником[3];

- «крючочник» — получавший свой товар даром, ища его в мусорных ямах и навозных кучах.

Крючочник был самым младшим членом тряпичной корпорации. Он жил, как правило, на окраине города, снимая «угол» за полтора рубля в месяц. Переодевшись в старое рваное рубище, крючочник с помощью крюка, насаженного на древко, искал хлам в мусорных ямах, свалках и навозных кучах. В среднем за сутки крючочник зарабатывал 50 копеек, а за месяц 15 рублей. В 1895 году крючочники столицы «выудили» из мусорных ям отбросов на 2 млн рублей.
Тряпичник вёл сбор тряпья как за наличные средства, так и путём обмена (как правило, в деревнях) на детские сладости и «галантерейный товар»: ленты, зеркальца, мыло, крестики, бусы.
Петербургские тряпичники с огромными мешками ходили по дворам «на крик», покупая тряпичный и костяной товар.
Тряпичники работали артелями: так, например, в Москве существовал целый квартал тряпичников.
В трущобном районе Санкт-Петербурга вблизи Сенного рынка (т. н. «Вяземская лавра») находился корпус, носящий название «Тряпичный флигель».
В 1895 году в Петербурге насчитывалось 51 крупных тряпичных хозяев (маклаков или тряпичных тузов).
Артель, как правило, жила у своего хозяина. Маклак давал тряпичникам деньги на приобретение тряпок и прочего сырья. Затем весь товар по «рыночной» цене продавался маклаку. Барыш тряпичника заключался в разнице между «рыночной» ценой и покупной.
Оценка костей и тряпья проводилась очень условно: покупатель брал в руку тюк, определяя по тяжести (на вес) его стоимость. Бутылки сдавались под счёт.
В среднем тряпичник собирал около 10 пудов тряпья, 8 пудов костей и до 300 бутылок за неделю (на сумму около 25 рублей). Отдавая также хозяину артели деньги за стол и квартиру, тряпичник зарабатывал от 10 до 15 рублей в месяц.
Мелкие тряпичники, накопив от 50 до 100 пудов сырья, перепродавали его перекупщикам (обычно по субботам). Те же в свою очередь, собрав до 1000 пудов тряпок, также продавали его крупным скупщикам, набиравшим 15 000 пудов сырья и более.
Маклаки свозили свой товар на Нижегородскую ярмарку, где и заключали контракты о поставках тряпья на писчебумажные фабрики.
Цены 1886 года в Санкт-Петербурге на тряпьё по сортам за пуд:
| Тип сырья            | Цена от        | Цена до        |
| -------------------- | -------------- | -------------- |
| сборка               | 1 руб. 25 коп. | 1 руб. 50 коп. |
| белая тряпка 1 сорта | 2 руб. 25 коп. | 2 руб. 40 коп. |
| белая тряпка 2 сорта | 1 руб. 70 коп. | 1 руб. 90 коп. |
| серая тряпка 1 сорта | 1 руб. 50 коп. | 1 руб. 60 коп. |
| серая тряпка 2 сорта | 1 руб. 20 коп. | 1 руб. 30 коп. |
| синяя тряпка 1 сорта | 1 руб. 65 коп. | 1 руб. 75 коп. |
| синяя тряпка 2 сорта | 1 руб. 50 коп. | 1 руб. 60 коп. |
| мешковинная тряпка   |                | 1 руб. 10 коп. |
| ситец цветной        |                | 1 руб. 80 коп. |
| коленкор белый       |                | 1 руб. 90 коп. |
| верёвка              |                | 1 руб.         |
| канаты               | 1 руб. 30 коп. | 1 руб. 50 коп. |
| джут                 | 1 руб. 65 коп. | 1 руб.70 коп.  |
| кости                |                | 40 коп.        |
| бутылка (за штуку)   | 3 коп.         | 5 коп.         |

Купцы Варгунины, владевшие Невской писчебумажной фабрикой близ Санкт-Петербурга, тратили 150 000 рублей, закупая для неё тряпьё по всей России.
Писчебумажная фабрика В. Крылова (Санкт-Петербург) ежегодно закупала у тряпичников в качестве сырья 50 000 пудов лаптей из Вологодской губернии (по 60 копеек за пуд).

## Современность
Со временем, после периода процветания, тряпичничество пошло на убыль и в большинстве европейских городов было запрещено. Развитие промышленности и внедрение новых технологий привело к обесцениванию большинства наименований «мусорного» ассортимента.
Так, с 1865 года на предприятиях начали внедряться технологии получения бумаги из древесины. После 1900 года стоимость тряпья и старой бумаги резко упала. Ветошь стали использовать только для получения бумаги высшего сорта, и содержание ее в бумажной массе не превышало десятой части. Цена на натуральные волосы (1879—1902 гг.), которые использовались при производстве накладок, снизилась на 60 % из-за замены волос льном. Добываемые из земных недр фосфаты вытеснили его костяной аналог. Кость была также заменена на целлулоид (пластмассу) при производстве мелких изделий: пуговиц, шахматных фигур и т. п. Удешевление добычи и доставки природного сырья позволило индустрии в значительной мере освободиться от «продукции» тряпичников.
Промышленность стала более требовательной к качеству материалов и веществ, получаемых со свалок.
Свою роль в борьбе с тряпичниками сыграли экологические организации, требовавшие запретить тряпичничество из-за несоблюдения ими санитарных норм при добывании и хранении теми своего товара. Так, в 1920 году в Париже вспыхнула эпидемия чумы, получившая название «чума тряпичников».
К концу XX века тряпичники в Европе «вымерли», но вместо них появляется новый класс мусорщиков — бедные иммигранты, согласные на любой труд.
В России в настоящее время роль крючочников отчасти выполняют беднейшие городские слои населения, бездомные, спившиеся безработные, гастарбайтеры. Здесь существуют свои «касты» сортировщиков: сортирующие цветные металлы получают 6000 рублей в месяц, бумагу — до 4000, стеклотару — 1000 в месяц (2013 г.).